# Harry Frank Guggenheim Foundation
Die Harry Frank Guggenheim Foundation (HFG) ist eine 1929 durch den Geschäftsmann und Philanthropen Harry F. Guggenheim gegründete Wissenschaftsstiftung mit Sitz in New York City. Vorsitzender des Boards ist Peter Lawson-Johnston und Präsident ist Josiah Bunting III. Sie unterstützt Forschungsarbeiten  (Dissertationen u. a.) aus unterschiedlichen Bereichen wie Anthropologie, Biologie, Geschichte, Kriminalistik, Politikwissenschaft, Psychologie, Sozialwissenschaft usw. mit den Schwerpunkten Gewalt, Aggression oder Dominanz. Regelmäßig erscheint die HGF Review of Research. Die Stiftung lobte den mit 50.000 $ dotierten Guggenheim-Lehrman Prize in Military History aus. Er wird seit 2013 vergeben und ging bisher an Allen C. Guelzo (2013) und Alexander Watson (2014).